# Domitila Barrios de Chungara
Domitila Barrios de Chungara, née le 7 mai 1937 à Llallagua et morte le 12 mars 2012 à Cochabamba, est une autochtone bolivienne et figure éminente du féminisme bolivien. 
Issue d'une famille modeste, elle a donné de nombreux témoignages sur les souffrances subies par les mineurs de son pays. 
Elle est connue pour sa lutte pacifique contre les dictatures de René Barrientos Ortuño et Hugo Banzer Suárez.

## Biographie
Domitila Barrios naît le 7 mai 1937 dans la communauté de Catavi (en), près de la mine Siglo XX. À dix ans, les conditions de vie difficiles dans la ville minière coûtent la vie à sa mère et elle doit s'occuper de ses cinq jeunes sœurs, car son père travaille toute la journée comme couturier pour la police minière. Elle commence à travailler dans la mine en tant que palliri (es),.
En 1952, en tant qu'épouse d'un travailleur minier, elle est membre du Comité des maîtresses de maison de l’arrondissement minier Siglo XX, dont elle est nommée secrétaire générale.
Elle s'exile dans les années 1980, mais retourne rapidement en Bolivie et s'installe à Cochabamba, où elle dirige un centre de formation politique spécialement destiné aux jeunes femmes des quartiers les plus pauvres de la ville.

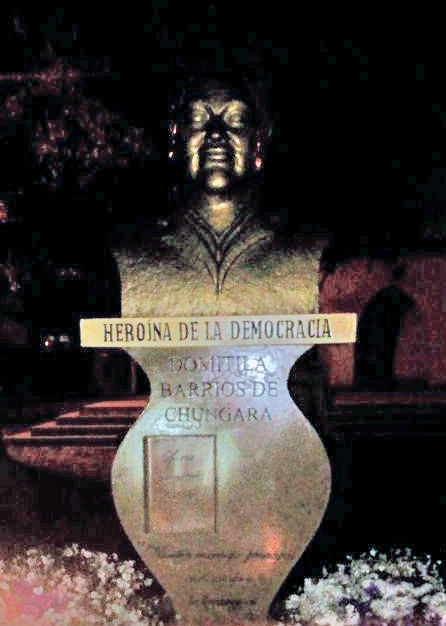
Buste de Domitila Barrios de Chungara au.

### Massacre de San Juan
En juin 1967, le président René Barrientos Ortuño envoie un contingent militaire dans les communautés de Catavi et Llallagua, pour réprimer les revendications des mineurs qui protestent contre l'exploitation et les abus des grands chefs d'entreprise. 
Après la tuerie, Domitila Barrios Cuenca est emprisonnée et torturée par les militaires. 
À la suite de ces abus, elle perd le bébé qu'elle attendait,.
En 1971, elle joue son propre rôle dans le film Le Courage du peuple de Jorge Sanjinés qui raconte le massacre de San Juan (es).

### Grève de la faim de 1978
Début 1978, Barrios est appelée à faire partie du deuxième piquet de grève mis en place par le prêtre Luís Espinal Camps (en) dans les locaux du journal Présencia, avec le prêtre Xavier Albó, pour soutenir la grève de la faim que quatre femmes mineurs avaient précédemment organisée contre la dictature.
En peu de temps, plus de 1 500 personnes rejoignent la grève. Au fil des heures, les grévistes se multiplient par milliers, et le régime militaire n'a pas d'autre choix que d'abandonner en faveur de la démocratie.

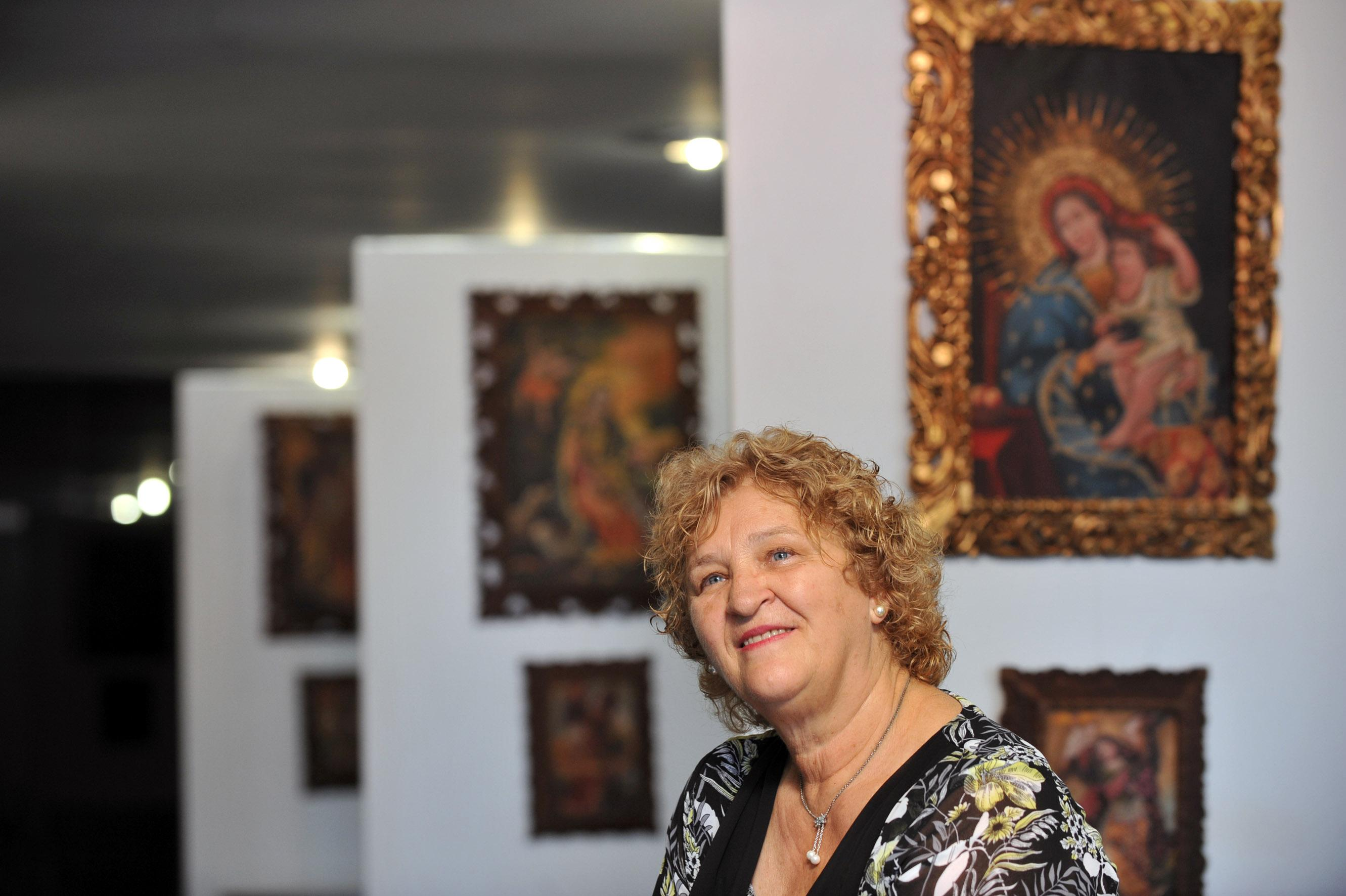
Moema Libera Viezzer en 2009.

Banzer cède à toutes les revendications des grévistes, à l’exception du retrait de l’armée des centres miniers, et décrète une amnistie générale pour tous les prisonniers politiques et exilés boliviens, cédant partiellement aux demandes de plus de 1 200 étudiants, chefs religieux et proches de dirigeants syndicaux qui avaient participé à une grève de la faim de 20 jours,.
Barrios contribue à faire éclater la dictature militaire du général Hugo Banzer Suárez.
En 1976, son témoignage est consigné dans le livre Si me permiten hablar... (es), de Moema Libera Viezzer (es),.

### Candidature à la vice-présidence

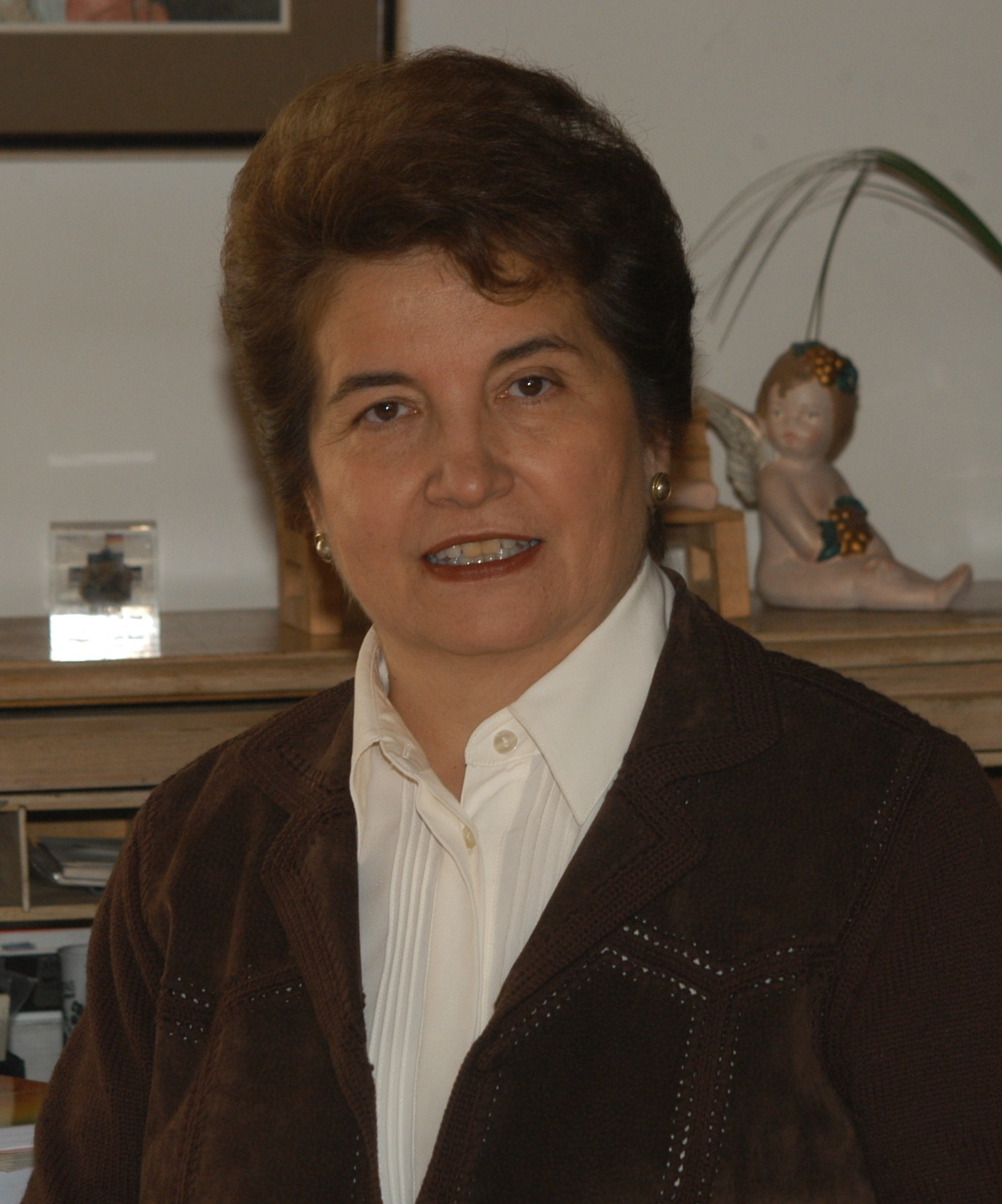
Ana Maria Romero de Campero.

En 1978, elle accompagne le leader paysan Casiano Amurrio comme candidate à la vice-présidence.
Elle a rédigé des livrets de formation syndicale et politique. Elle fonde l'École de formation syndicale mobile qui porte son nom et travaille à Quillacollo et à Cochabamba. 
En 1975, elle participe à la tribune de l'Année internationale de la femme organisée par les Nations unies, tout en étant la seule femme de la classe ouvrière à avoir assisté à l'événement. 
En 1978, elle entame une grève de la faim, rapidement rejointe par des dizaines de personnes de tout le pays, aboutissant à la chute du dictateur de l'époque Hugo Banzer. 
Elle est également nommée pour le prix Nobel de la paix en 2005 avec Ana María Romero de Campero et Nicolasa Machaca, parmi 1 000 femmes exceptionnelles dans le monde, un an avant de créer le Mouvement Guevarista, un groupe politique qui vise à représenter la lutte populaire.
Elle meurt d'un cancer du poumon dans la ville de Cochabamba le 13 mars 2012 à l'âge 74 ans.

## Hommages

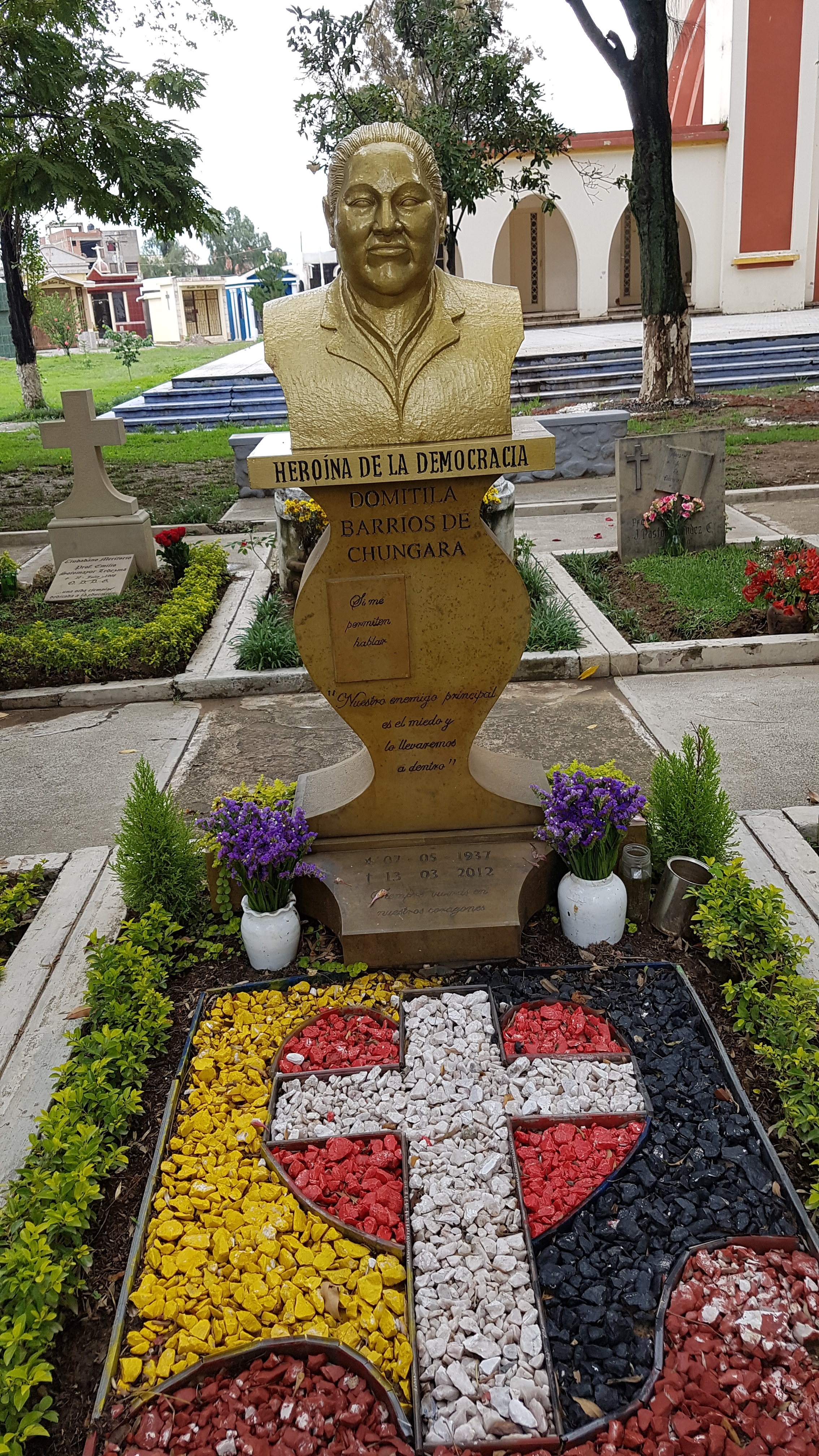
Tombe de Domitila Chungara au

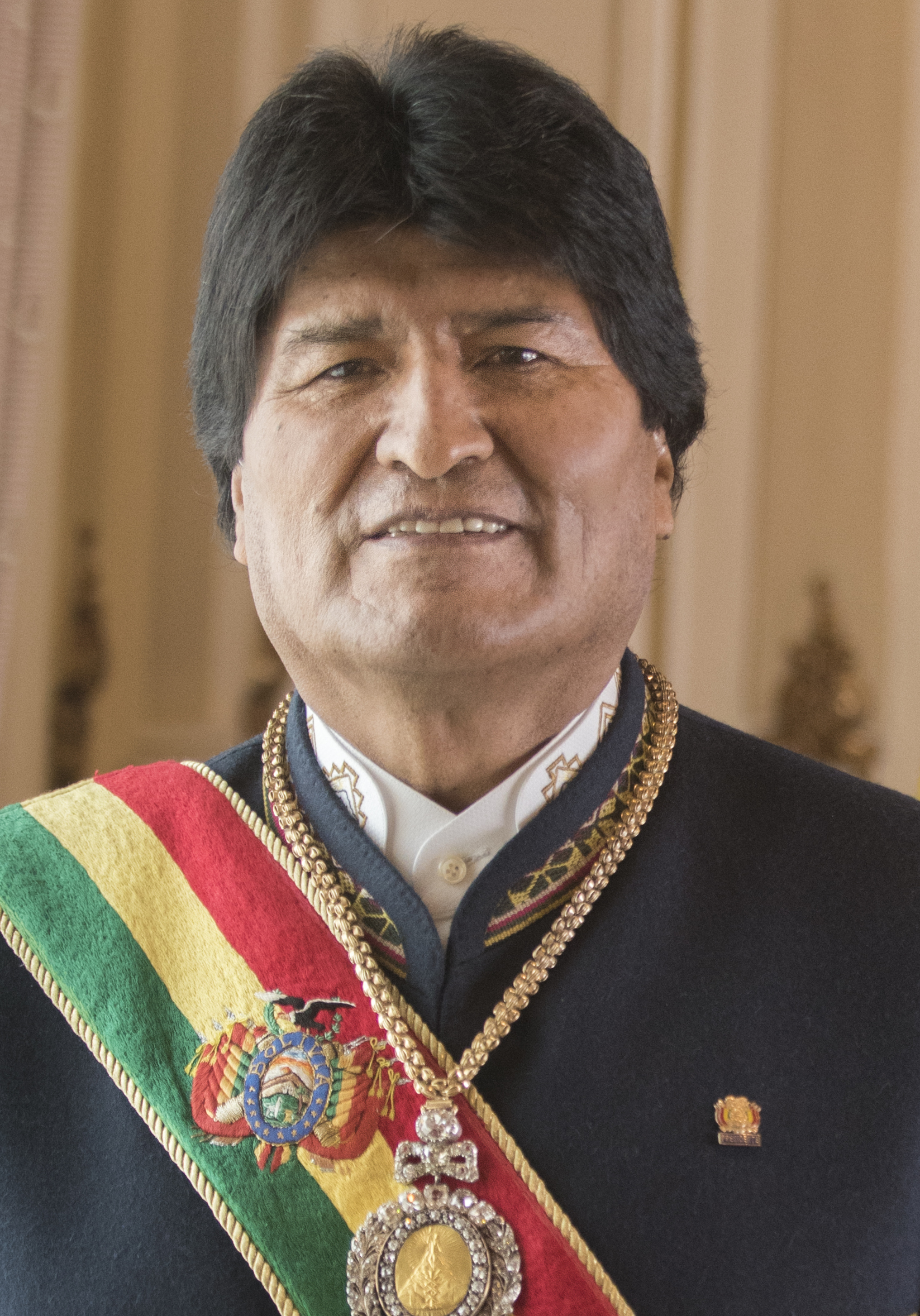
Evo Morales.

Après sa mort, le gouvernement national de la Bolivie déclare alors 3 jours de deuil national et la décore à titre posthume de l'ordre du Condor des Andes, la plus haute décoration offerte par l'État bolivien pour services rendus à la nation.
La distinction est remise par le président Evo Morales, venu dans la vallée pour rendre hommage à Barrios.
En 2012, un buste en son honneur est dévoilé au cimetière général de Cochabamba, où elle est enterrée.
Elle a également été nommée pour le prix Nobel de la paix.

## Publications
- Si me permiten hablar... (es)